# Epic (Tabletop)
Epic ist ein Miniaturenspiel (auch Tabletop-Spiel genannt) im Warhammer-40.000-Universum das 1997 veröffentlicht wurde. Im Gegensatz zu den besser bekannten Spielen Warhammer 40.000 und Warhammer Fantasy Battle wird Epic jedoch mit Figuren im 6 mm-Maßstab (1:285) gespielt. Das Spiel wird nicht mehr direkt von Games Workshop vertrieben, sondern von einem Unternehmensbereich mit dem Namen Specialist Games.
Als Supplement einer der ersten Ausgaben von Warhammer 40.000 Epic wurde ein Buch mit dem Titel Codex Titanicus – Expansion Rules for Epic Battles veröffentlicht. Erschienen ist das Supplement 1988.

## Das aktuelle Regelwerk – 4. Auflage
Die aktuelle vierte Auflage des Spiels ist auch unter dem Namen des ersten Regelbuches Epic: Armageddon (E:A) bekannt. In diesem Regelbuch finden sich die Armeelisten der am 3. Krieg von Armageddon beteiligten Völker. Im Detail sind das die Streitkräfte der Space Marines, der Stahllegion der Imperialen Armee und der Orks. Epic: Armageddon ist sowohl als Softcover als auch als PDF zum Download erhältlich.
Das zweite erschienene Regelbuch heißt Epic: Swordwind und befasst sich im Detail mit den Streitkräften des Belagerungsregiments von Baran (Teil der Imperialen Armee), den Eldar des Weltenschiffes Biel-Tan und den Wild-Orks.
Es sind weitere Regelbücher geplant, diese werden jedoch aller Wahrscheinlichkeit nicht mehr in Druckform erscheinen, sondern nur noch als PDF zur Verfügung gestellt.
Die Weiterentwicklung der Regeln und Armeelisten wird in großen Teilen durch die Fans getragen, die aktiv die experimentellen Listen testen und ihr Feedback an die Army Champions weitergeben. Die Army Champions sind ebenfalls Spieler, die freiwillig die Aufgabe übernommen haben dieses Feedback zu sammeln und die Armeelisten zu modifizieren.
Im Gegensatz zum großen Bruder Warhammer 40.000 handelt es sich bei den Armeelisten nicht um generische, sondern spezifische Listen für bestimmte militärische Kampagnen im Warhammer-Universum.
Bisherige veröffentlichte offizielle Armeelisten:
- Codex Astartes Space Marines (Epic: Armageddon)
- Armageddon Stahllegion – Imperiale Armee (Epic: Armageddon)
- Ghazghkull Mag Uruk Thraka's Ork Kriegshorde (Epic: Armageddon)
- Heizakult (Ork) (White Dwarf Magazin)
- White Scars Space Marines (Fanatic Magazin Nr. 3)
- Eldar Biel-Tan Weltenschiff (Epic: Swordwind)
- Baran Siegemasters Army – Imperial Guard (Epic: Swordwind)
- Warlord Snagga-Snagga's Feral Ork Horde (Epic: Swordwind)

Offizielle Armeelisten, die sich in Entwicklung befinden:
- Adeptus Mechanicus Titan Legions
- Chaos Lost & Damned (Kultisten) – siehe Chaos
- Chaos Space Marines – siehe Chaos
- Eldar-Weltenschiffe (Alaitoc, Iyanden, Saim-Hann & Ulthwe)
- Eldar Exoditen and Harlequins
- Imperiale Armee (Catachanische Dschungelkämpfer)
- Necrons
- Orkimedes Gargant Big Mob
- Space Marines (Black Templars, Blood Angels und Imperial Fists)
- Tau (Expansionskräfte der 3. Phase)
- Tyraniden

Zusätzlich sind noch mehrere Fan-Listen für weitere Armeen in Entwicklung.
Laut den Worten des federführenden Designers Jervis Johnson ist das langfristige Ziel die Erstellung einer Spielefamilie, die jeweils die Epic-Miniaturen verwenden. Jedes dieser Spiele soll ein eigenständiges Spiel mit den gleichen Figuren werden. Geplant sind folgende Entwicklungen:
- Epic: Taktischer Kampf im 41. Jahrhundert
- Adeptus Titanicus: Kämpfe Titan gegen Titan
- Air War: Luftkämpfe im 41. Jahrhundert auf Geschwaderebene

## Vorherige Auflagen
Die Auflagen vor der vierten Edition wurden alle noch vor der Gründung des Fanatic Games Studios hergestellt. Weitere Epic-Miniaturen wurden und werden ebenso von Games Workshop Forgeworld hergestellt.

### Erste Auflage

#### Herausgegebene Regeln
- Adeptus Titanicus – Ein Spiel über Kämpfe Titan gegen Titan
- Space Marine – Ein zu Adeptus Titanicus kompatibles, eigenständiges Spiel, das Fahrzeuge und Infanterie einführte

### Zweite Auflage

#### Herausgegebene Regeln
- Space Marine
- Titan Legions – Ein zu Space Marine kompatibles Spiel mit erweiterten Regeln für Titanen

#### Erweiterungen
- Armies of the Imperium (Space Marines & Imperiale Armee)
- Renegades (Chaos & Eldar)
- Warlords (Orks & Squats)
- Space Marine Battles – DIN A4-Buch mit Artikeln aus dem White Dwarf

### Dritte Auflage

#### Herausgegebene Regeln
- Epic 40.000

#### Erweiterungen
- Epic Firepower Magazine (ab 1998) – DIN A5 format. Es gab 8 Ausgaben, die erste Ausgabe beinhaltete Artikel aus dem Citadel Journal und White Dwarf
- Epic 40.000 Magazine – Der Nachfolger von Epic Firepower, es wurden 20 Ausgaben im DIN A4-Format gedruckt

### Vierte Auflage

#### Herausgegebene Regeln
- Epic Armageddon

#### Erweiterungen
- Epic Swordwind

#### PC-Spiele
Das PC-Spiel Final Liberation ist ein rundenbasierendes Strategiespiel, das auf den Regeln der 3. Auflage aufbaut.

### Andere Versionen

#### NetEpic
NetEpic ist eine von den Fans des Spiels erdachte Version des Spiels, basierend auf den Regeln der 2. Auflage. Viele der Anhänger der Vorgänger waren von den neuen Regeln der 3. Auflage enttäuscht.
NetEpic entstand durch die Zusammenarbeit vieler Fans über das Internet und die entsprechende Webseite. Die Regeln beinhalten Armeelisten für alle Völker für die jemals in der Epic-Reihe Miniaturen hergestellt wurden und noch einige mehr. NetEpic liegt in der fünften Auflage vor.

#### Heresy
Dieser Name bezieht sich auf zwei verschiedene Spiele, die mit der Epic-Reihe in Verbindung stehen.
Zu einem war das der Arbeitstitel eines Spiels, dessen Entwicklung vor der ersten Epic-Auflage von Games Workshop gestoppt wurde. Später wurde Heresy dann als Regelgrundlage für die dritte Auflage von Epic genutzt.
Zum zweiten ist dies der Name eines entschlackten Epic-Regelwerks, das von Peter Ramos dem Koordinator von NetEpic, veröffentlicht wurde. Dieses Heresy-Regelwerk ist über die NetEpic-Webseite zu beziehen.